# Apographeus
L'Apographeus (in greco ἀπογραφεύς?) era un agente del fisco negli ultimi secoli dell'impero bizantino.

## Storia
Il titolo appare per la prima volta nel periodo dei Comneni, sotto Alessio I Comneno o comunque entro il terzo quarto del XII secolo, e apparentemente sostituì quello di anagrapheus. Rimase in vigore fino alla fine dell'impero bizantino nel XV secolo. L'apographeus era responsabile del rilevamento topografico (apographe), che serviva come base per la valutazione dell'imposta dovuta da parte degli individui, come pure ai fini della spartizione delle terre (merismos) e alla valutazione delle sovvenzioni imperiali di reddito (posotes) di una tenuta ai pronoia titolari o alle comunità, come i monasteri e altre fondazioni pie. La carica di apographeus era spesso abbinata a quella di (doux, Kephale) di una provincia.